# 해피 데스데이 2 유
《해피 데스데이 2 유》(영어: Happy Death Day 2U)는 2019년 개봉한 미국의 SF 블랙 코미디 슬래셔 영화이다. 크리스토퍼 랜던이 감독과 각본을 맡았다. 2017년 영화 《해피 데스데이》의 후속작이다.

## 줄거리
카터의 룸메이트 라이언은 양자 냉각 원자로를 개발하다가 타임 루프를 만들어낸다. 루프를 닫으려다가 실패한 라이언 2는 라이언이 문제를 악화시키는 원인이라며 라이언을 죽이려 한다. 겁에 질린 라이언은 원자로를 작동시키고, 에너지 펄스가 유발되어 그 여파로 카터의 여자친구 트리가 다시 전편처럼 9월 18일로 돌아가고 만다. 그것도 평행 세계의 9월 18일로.
이 평행 세계의 9월 18일에서는 카터와 여학생 사교 모임 룸메이트 대니엘이 연인 사이이며, 유부남 교수 그레고리와 사귀는 건 트리 본인이 아니라 전편에서 트리를 죽이려 했던 친구 로리이다. 하지만 베이필드 베이비페이스 가면을 쓴 살인마와 병원에 입원한 또 다른 연쇄 살인마가 존재하는 상황은 여전하다. 이 세계에서는 엄마가 아직 살아있다는 걸 알게 된 트리는 루프를 멈추고 이 차원에 머무르기 위해 라이언과 친구들에게 도움을 청하고, 죽음을 반복하며 알고리즘 실험을 감행한다.

## 출연
- 제시카 로스 - 트리 겔브먼 역
- 이즈리얼 브루사드 - 카터 데이비스 역
- 피 부 - 라이언 팬 역
- 수라지 샤르마 - 서마 고시 역
- 레이철 매슈스 - 대니엘 바우즈먼 역
- 루비 모딘 - 로리 스펭글러 역
- 스티브 지시스 - 딘 브론슨 역
- 찰스 에이킨 - 그레고리 버틀러 역
- 지지 어네타 - 기자 역

## 기타 제작진
- 공동 제작: 라이언 터렉
- 배역: 엘리자베스 쿨론, 테리 테일러
- 미술: 빌 보스
- 세트: 앤드루 W. 보핑거
- 의상: 휘트니 앤 애덤스